# Thomas Hancock
Thomas Hancock (Marlborough, 8 maggio 1786 – Londra, 26 marzo 1865) è stato un inventore britannico.
Fratello di Walter Hancock e fondatore dell'industria britannica della gomma. 
Abile inventore, brevettò un masticatore, macchina in grado di ridurre la gomma in blocchi o fogli.
Si specializzò inoltre nella produzione di oggetti elastici.